# Казиев, Арал Казиевич
Арал Казиевич Казиев (1906 год, аул № 9, Уильский район, Актюбинская область, Российская империя — 1946 год, село Орлик, Гурьевская область) — советский государственный деятель. Нарком лесной промышленности Казахской ССР.

## Биография
Арал Казиевич Казиев родился в семье скотовода в ауле № 9 Уильского района Актюбинской области. По национальности казах. В 1930 году вступил в ВКП(б).

### Образование
В 1940 году учился в Высшей партийной школе при ЦК ВКП(б) (г. Москва).

### Трудовая деятельность
В 1924-1929 годах рабочий, масленщик, заведующий красным уголком, секретарь комитета ВЛКСМ на промысле Макат.
В 1930-1932 годах секретарь Доссорского и Гурьевского райкомов ВЛКСМ, с марта 1932 г. секретарь Гурьевского райисполкома, с декабря 1932 года заведующий Гурьевским районным земуправлением.
В 1933-1935 годах секретарь райисполкома, с августа 1934 г. секретарь Испульского райкома ВЛКСМ в поселке Кулагин.
В июле- декабре 1935 г. завотделом политучебы обкома ВЛКСМ, помощник секретаря райкома ВКП(б) в г. Гурьев.
В 1937-1938 годах заведующий учетом, второй секретарь, с мая 1938 г. первый секретарь Испульского райкома КП(б)К.
С июля 1938 по июнь 1940 года нарком лесной промышленности КазССР. Освобожден от должности по собственной просьбе и направлен на учёбу в Высшую партийную школу при ЦК ВКП(б) в г. Москва.
В 1941 году мобилизован в РККА, командир батальона, воинское звание — майор. Демобилизован по состоянию здоровья.
В 1943-1946 годах секретарь партийной организации колхоза "Передовик" в селе Орлик Испульского района Гурьевской области.